# ارخان ماشوویچ
ارخان ماشوویچ (سیریلیک صربی: Ерхан Машовић؛ زادهٔ ۲۲ نوامبر ۱۹۹۸) بازیکن فوتبال اهل صربستان است.
از باشگاه‌هایی که در آن بازی کرده‌است می‌توان به باشگاه فوتبال چوکاریچکی اشاره کرد.
وی همچنین در تیم‌های ملی فوتبال زیر ۲۱ سال صربستان، و صربستان بازی کرده‌است.